# Tony Dumas (Bassist)
Tony Dumas (* 1. Oktober 1955 in Los Angeles) ist ein US-amerikanischer  Jazz-Bassist.
Dumas begann seine Musikerkarriere Anfang der 1970er Jahre in den Bands von Johnny Hammond Smith, Kenny Burrell und Freddie Hubbard; 1974 spielte er mit Patrice Rushen. Ab Mitte der 1970er Jahre war er hauptberuflich als Studiomusiker tätig und wirkte an Aufnahmen von Nat Adderley und J. J. Johnson in Japan 1977, Billy Higgins (Soweto, 1979), Jack Sheldon, George Cables, Milcho Leviev, Art Pepper (1980), Frank Morgan (1985), Billy Childs (1988) oder Joe Farrell (1992) mit. Anfang der 1990er Jahre arbeitete er im Raum Los Angeles mit Ernie Watts, Joe Henderson/Chick Corea (Relaxin´ at Camarillo) und Rickey Woodard. 